# 贝尼托·里戈尼
贝尼托·里戈尼（義大利語：Benito Rigoni，1936年4月11日—2021年12月23日），意大利男子雪车运动员。他曾代表意大利参加1964年冬季奥林匹克运动会雪车比赛，联同欧金尼奥·蒙蒂、塞尔焦·西奥派斯和吉尔多·西奥派斯获得男子四人铜牌。